# Polerady, Most
Polerady là một làng thuộc huyện Most, vùng Ústecký, Cộng hòa Séc.